# Villaines-les-Rochers
Villaines-les-Rochers är en kommun i departementet Indre-et-Loire i regionen Centre-Val de Loire i de centrala delarna av Frankrike. Kommunen ligger i kantonen Azay-le-Rideau som tillhör arrondissementet Chinon. År 2022 hade Villaines-les-Rochers 1 043 invånare.

## Befolkningsutveckling
Antalet invånare i kommunen Villaines-les-Rochers
Referens:INSEE